# Chrysactinium
Chrysactinium är ett släkte av korgblommiga växter. Chrysactinium ingår i familjen korgblommiga växter.
Kladogram enligt Catalogue of Life:
| Chrysactinium | \| \| Chrysactinium acaule \| \| \| \| \| \| Chrysactinium amphothrix \| \| \| \| \| \| Chrysactinium breviscapum \| \| \| \| \| \| Chrysactinium caulescens \| \| \| \| \| \| Chrysactinium hieracioides \| \| \| \| \| \| Chrysactinium rosulatum \| \| \| \| \| \| Chrysactinium wurdackii \| \| \| \| |
|               | \| \| Chrysactinium acaule \| \| \| \| \| \| Chrysactinium amphothrix \| \| \| \| \| \| Chrysactinium breviscapum \| \| \| \| \| \| Chrysactinium caulescens \| \| \| \| \| \| Chrysactinium hieracioides \| \| \| \| \| \| Chrysactinium rosulatum \| \| \| \| \| \| Chrysactinium wurdackii \| \| \| \| |
|               | Chrysactinium acaule |
|               | |
|               | Chrysactinium amphothrix |
|               | |
|               | Chrysactinium breviscapum |
|               | |
|               | Chrysactinium caulescens |
|               | |
|               | Chrysactinium hieracioides |
|               | |
|               | Chrysactinium rosulatum |
|               | |
|               | Chrysactinium wurdackii |
|               | |